# Blackbirds
Blackbirds is een nummer van de Amerikaanse alternatieve-rockgroep Linkin Park. Het is geschreven door Chester Bennington en Mike Shinoda en geproduceerd door Rick Rubin en Shinoda.

## Achtergrondinformatie
Blackbirds was een van de zestien nummers die serieuze kandidaten waren voor het album Minutes to Midnight uit 2007, maar haalde de laatste selectie samen met Across the Line, Not Alone en No Roads Left niet. De nummers zijn uiteindelijk wel beschikbaar gemaakt voor het publiek; Across the Line stond op de negende editie van de jaarlijkse ep van de Linkin Park Underground, Not Alone stond op het compilatiealbum Download to Donate for Haiti in het kader van de slachtoffers van de aardbeving in Haïti en No Roads Left was een van de drie extra nummers op de herziene versie van Minutes to Midnight.
Blackbirds is geschreven in 2006 en 2007 en opgenomen in 2007. Hoewel de band de namen van de overige vier nummers die het album niet haalden nooit bekendmaakten, waren kleine gedeelten van de opnames van Across the Line, No Roads Left en Blackbirds te zien op The Making of Minutes to Midnight. Blackbirds stond bij de fanbase bekend als de "Sixth String Song", gezien het het enige ontbrekende van de zes nummers was, waarvoor er snaarinstrumenten werden opgenomen.
Het nummer werd uit de kast gehaald voor de release van de bands eerste videospel 8-Bit Rebellion!, waarin het beschikbaar was nadat het spel was uitgespeeld. Enkele Amerikaanse en Australische radiostations speelden het nummer mondjesmaat af, ondanks het feit dat het nummer geen officiële release had gekregen. In juni werd bekend dat Warner Bros. het nummer op 15 juni als internetsingle zou uitbrengen. Dit is echter om onduidelijke redenen geannuleerd om ruimte te maken voor de eerste single van het nieuwe album van de band, dat in september uitkwam. Blackbirds werd als bonusnummer toegevoegd op dit album, A Thousand Suns getiteld. In 2013 kwam er een deluxe versie uit van het album, met een gemasterde versie van het nummer er op.

## Compositie
Blackbirds is een rustigere nummer vergeleken met de catalogus van de band en bevat geen gitaar distortion. Het begint met het bekende geluid van een videospel in 8 bit-resolutie, waarna een laaggemixte drumsample begint met Mike Shinoda's rapvocalen eroverheen, waardoor dit een badkamereffect heeft. Een break volgt en het tweede couplet begint met een tweetonige pianospel en na vier maten een basaanslag met Chester Benningtons rustige vocalen start. Het refrein leunt op dit geluid met falsetzang op de achtergrond. In het derde couplet komt de drumsample terug met gitaarspel. In het tweede refrein is het strijkorkest te horen en de brug bestaat opnieuw uit Shinoda's rapvocalen met de dit keer normaal gemixte drumsample en een strijk op een strijkinstrument aan het begin van elke maat. Hierna volgt het derde en laatste refrein met een coda waarin de laatste zin van het refrein drie keer herhaalt.

## Videoclip
Kort na de release van het videospel verscheen de videoclip op het internet, dat bestaat uit foto's waarbij de camera er op inzoomt en de foto's met verschillende effecten afgewisseld worden.

## Medewerkers
Linkin Park
- Chester Bennington: leadvocalen, achtergrondvocalen
- Joseph Hahn: programmering, sampling, beats
- Mike Shinoda: achtergrondvocalen, rapvocalen
- Productie: Rick Rubin, Mike Shinoda
- Engineer: Brian 'Big Bass' Gardner
- Mixer: Neal Avron
- Opgenomen in NRG Studios in Los Angeles, Verenigde Staten.

Overig
- Snaarwerk gearrangeerd door Dave Campbell, Mike Shinoda en Brad Delson, alle snaren gedirigeerd door Dave Campbell.
  - Violen: Charles Bisharat, Mario DeLeon, Armen Garabedian, Julian Hallmark, Gerry Hilera, Songa Lee-Kitto, Natalie Leggett, Josefina Vergara, Sara Parkins
  - Altviool: Matt Funes, Andrew Picken
  - Celli: Larry Corbett, Suzie Katayama
  - Bass: Oscar Hidalgo

Emily Armstrong · Chester Bennington · Rob Bourdon · Colin Brittain · Brad Delson 
Dave Farrell · Joe Hahn · Scott Koziol · Mike Shinoda · Mark Wakefield